# Petro Diaczenko

Grób Petra Diaczenki

Petro Diaczenko, ukr. Петро Дяченко, ps. „Kwitka” (ur. 30 stycznia 1895 w Berezowej Łuce koło Hadziacza, zm. 23 kwietnia 1965 w Filadelfii) – ukraiński wojskowy (generał porucznik), oficer kontraktowy WP, dowódca Ukraińskiego Legionu Samoobrony, 3 pułku piechoty Ukraińskiej Armii Wyzwoleńczej, Brygady Przeciwpancernej „Wolna Ukraina”, a następnie 2 Dywizji Ukraińskiej Armii Narodowej podczas II wojny światowej. Dowodzony przez niego Ukraiński Legion Samoobrony uczestniczył w czasie Powstania Warszawskiego w walkach po stronie niemieckiej na przyczółku czerniakowskim i w Puszczy Kampinoskiej, a w lipcu 1944 w pacyfikacji Chłaniowa i Władysławina, gdzie zamordowano ok. 44 Polaków.

## Młodość
Uczył się w szkole realnej w Myrhorodzie. Po zakończeniu nauki w szkole średniej wstąpił do armii Imperium Rosyjskiego. 1 stycznia 1916 r. ukończył szkołę młodszych oficerów w Orenburgu. Brał udział w I wojnie światowej. Służył w 333 pułku piechoty jako dowódca kompanii. Walczył na ziemiach polskich, na Litwie i w Galicji. Doszedł do stopnia sztabskapitana.

## W wojsku ukraińskim
17 grudnia 1917 r. wstąpił do wojska ukraińskiego. Wziął udział w walkach o Kijów. 23 lutego 1918 r. został oficerem sotni 2 zaporoskiego pułku pieszego w składzie 1 Dywizji Zaporoskiej, która we wrześniu tego roku oswobodziła rejon Połtawy i Charkowa od wojsk bolszewickich. Następnie uczestniczył w zwycięskich walkach na Krymie. Jesienią 1918 r., podczas powstania przeciwko hetmanowi Pawło Skoropadskiemu, służył w partyzanckim kureniu konnym im. atamana Petro Bołboczana. Na początku stycznia 1919 r. stanął na jego czele. Po aresztowaniu płk. P. Bołboczana przez oddziały wierne Symonowi Petlurze w Kremenczuku 22 stycznia tego roku, próbował bezskutecznie odbić swojego byłego dowódcę. 27 czerwca kureń P. Diaczenki został przeformowany w zaporoski republikański pułk konny, przemianowany wkrótce na konny pułk czarnych zaporożców. Od grudnia 1919 r. uczestniczył w tzw. 1 zimowym pochodzie armii ukraińskiej, tocząc walki z wojskami bolszewickimi i białych. W kwietniu 1920 r. brał udział w ciężkich walkach o Wozniesieńsk. Na początku maja tego roku w rejonie Jampola nawiązano kontakt z 3 dywizją żelazną. 23 czerwca P. Diaczenko został awansowany do stopnia pułkownika Armii Czynnej Ukraińskiej Republiki Ludowej.
W marcu 1921 r. wraz z pozostałymi żołnierzami ukraińskimi został internowany w Polsce. W okresie międzywojennym służył w WP jako oficer kontraktowy. Od 1928 r. był zastępcą dowódcy szwadronu karabinów maszynowych, zaś od 1931 r. dowódcą szwadronu 1 pułku szwoleżerów. W 1934 r. ukończył Wyższą Szkołę Wojenną w Warszawie (1932-1934), uzyskując stopień majora dyplomowanego. 1 listopada tego roku został pomocnikiem 1 zastępcy dowódcy 3 pułku szwoleżerów mazowieckich.

## W wojsku polskim
W związku z nadchodzącą wojną, zgodnie z obowiązującymi w WP procedurami, jako oficer kontraktowy, został odsunięty od pełnionej funkcji i skierowany do Ośrodka Zapasowego Suwalskiej Brygady Kawalerii w Białymstoku, a następnie w Wołkowysku. W połowie września z żołnierzy Ośrodka sformowana została Rezerwowa Brygada Kawalerii „Wołkowysk” w skład, której weszły: 101, 102 i 110 Rezerwowy Pułk Ułanów oraz spieszony 103 Rezerwowy Pułk Szwoleżerów. Nieznany jest przydział jaki otrzymał Diaczenko, lecz wiadomo, że nie trafił na pewno do 110 pułku, ani raczej też do pułku 103. Jednostka, która początkowo (17 września) otrzymała rozkaz marszu do Wilna w dniach 18 lub 19 września rozkazem gen. Wacława Przeździeckiego skierowana została do Grodna, gdzie dotarła w nocy z 20 na 21 września. Po całodniowej obronie miasta Brygada wycofała się. W dniu następnym jej jednostki toczyły ciężkie walki z Sowietami w okolicach Sopoćkiń i Kodziowiec i prawdopodobnie podczas tych walk Diaczenko został lekko ranny. W nocy z 23 na 24 września jednostka przekroczyła granicę z Litwą, a jej żołnierze w tym i Diaczenko zostali internowani i umieszczeni w obozach w Birksztanach i w Kalwarii. Podczas pobytu w obozie Diaczenko został, prawdopodobnie na skutek swojego zachowania, objęty towarzyskim bojkotem i usunięty z szeregów WP (jego koledzy sporządzili protokolarne oświadczenie uznające go za osobę niegodną miana oficera WP).

## W służbie niemieckiej
Prawdopodobnie jeszcze w 1939 roku, za wstawiennictwem i pod naciskiem niemieckiego wywiadu wojskowego – Abwehry zostaje zwolniony z obozu, co potwierdzać może tezę, iż związany był z tą instytucją (placówka w Giżycku – Abwehr Nebenstelle Lötzen) już od dłuższego czasu i że w rzeczywistości był niemieckim oficerem. Jest bezspornym faktem, że od początku 1940 roku Diaczenko, już w stopniu pułkownika, budował i kierował pracami niemieckiej siatki dywersyjno–wywiadowczej działającej na terenach okupowanych przez Sowietów od Wilna i Grodna po Augustów. Jej członkowie, w przeważającej części Polacy, zaangażowani w konspirację antysowiecką (znaczną część augustowskiej siatki stanowili członkowie Polskiej Armii Wyzwolenia – organizacji stworzonej i kierowanej przez podchorążego Edwarda Stankiewicza ps. „Dawer” już jesienią 1939 roku) za zgodą i z pomocą Niemców, przenikali na terytorium zajmowane przez Sowietów gdzie dokonywali aktów sabotażu oraz likwidacji żołnierzy sowieckich i sowieckiej agentury, zbierając jednocześnie dane wywiadowcze dotyczące zwłaszcza infrastruktury wojskowej i dyslokacji jednostek (dostarczyli między innymi pełne plany sowieckiej linii obronnej zbudowanej na rzece Biebrzy i kanałach augustowskim i woznawiejskim), które przekazywali Diaczence lub jego zastępcy podporucznikowi Spitzenpfeilowi (ps. „Vogel”)

## Współpraca z ukraińskimi nacjonalistami
Od czerwca 1941 r. był członkiem Ukraińskiej Generalnej Rady Kombatantów w okupowanym Krakowie kierowanej przez Mychajła Omelianowicza-Pawlenkę. Na przełomie lipca i sierpnia tego roku w stopniu pułkownika został oficerem sztabu Siczy Poleskiej atamana Tarasa Bulby-Borowcia. Współpracował z Organizacją Ukraińskich Nacjonalistów (OUN), zarówno z banderowcami, jak też melnykowcami. Nawiązał też kontakty z Niemcami.
We wrześniu 1943 r. na Chełmszczyźnie zorganizował Ukraiński Legion Samoobrony, nazywany też Legionem Wołyńskim (według niemieckiej nomenklatury 31. Schutzmannschafts-Bataillon der SD). ULS 23 lipca 1944 r. dokonał mordu polskiej ludności cywilnej w Chłaniowie i Władysławinie.
W czasie Powstania Warszawskiego Ukraiński Legion Samoobrony brał udział w połowie września 1944 w walkach z AK i desantowanymi oddziałami 1 Armii Wojska Polskiego na przyczółku czerniakowskim, następnie przeciw Zgrupowaniu Kampinos w Puszczy Kampinoskiej. Pod koniec września Legion popełnił zbrodnię we wsi Zaborówek (zginęło co najmniej dwóch Polaków, aresztowano 49 pozostałych mieszkańców).
Od lutego 1945 r. płk P. Diaczenko dowodził 3 pułkiem piechoty Ukraińskiej Armii Wyzwoleńczej. Następnie współuczestniczył w sformowaniu Brygady Przeciwpancernej „Wolna Ukraina”, stając na jej czele. Od 15 marca brygada wchodziła w skład Ukraińskiej Armii Narodowej (UNA) pod dowództwem gen. Pawło Szandruka. W kwietniu toczyła ciężkie walki z Armią Czerwoną w rejonie Drezna, za co płk P. Diaczenko został odznaczony Żelaznym Krzyżem. Pod koniec kwietnia objął on dowództwo formowanej 2 Dywizji UNA, do której weszła Brygada Przeciwpancerna „Wolna Ukraina”. Został awansowany przez gen. P. Szandruka do stopnia generała chorążego. W pierwszych dniach maja dostał się do niewoli amerykańskiej.

## Po wojnie
Po zakończeniu wojny zamieszkał w Monachium, współpracując z amerykańskim wywiadem wojskowym. Następnie wyjechał do USA. W 1959 r. zostały opublikowane jego wspomnienia pt. „Czorni zaporożci – pro tiażkyj i sławnyj szlach połku czornoszłycznykiw u 1919 – 1920 rokach”. 1 lutego 1961 r. Rząd URL na wychodźstwie awansował go na generała porucznika. Zmarł 23 kwietnia 1965 r. w Waszyngtonie. Pochowany został na prawosławnym cmentarzu ukraińskim South Bound Brooke w stanie New Jersey.